# Аналитическая записка
Аналитическая записка — документ, содержащий обобщённый материал о каких-либо исследованиях.

## Структура аналитической записки в России
Жестких требований к структуре или объёму аналитической записки не предъявляется.
Базовый вариант структуры аналитической записки может состоять из следующих частей:
- Аннотация;
- Содержание
- Введение
- Основная часть
- Заключение
- Подпись
- Приложения

### Аннотация
В аннотации кратко излагается суть содержания документа, причины и обстоятельства его появления, цели и задачи объекта, методы исследования, обоснование и полученные результаты. Каждый из этих параметров начинается с абзаца. В аннотации указываются используемые источники информации. Размер аннотации не должен превышать 2/3 страницы формата А4.

### Содержание
Включает в себя наименования всех структурных частей документа с указанием номеров страниц, на которых размещается начало каждой части.

### Введение
Включает в себя несколько составных частей, которые не выделяются подзаголовками, но присутствуют в обязательном порядке. Введение включает в себя постановку проблемы (то есть её предназначение, характеристику основных методологических принципов при её изучении, четко сформулированную цель, причины и основания исследования, круг вопросов, подлежащих рассмотрению). Разъясняется, какая методика использовалась при обработке информации.

### Основная часть
Излагается суть исследования. В логической последовательности дается изложение исследуемых вопросов темы (выделенных, как правило, в подразделы) на основе самостоятельного изучения источников и привлечения, где это необходимо, исследовательской и иной литературы. Поэтапный анализ и обобщения. Выдвижение гипотез, версий и их обоснование. Состоит из разделов и подразделов.

### Заключение
В конце аналитической записки даются выводы, прогноз и предложения (рекомендации). Строятся они на основании результатов анализа материалов, приводимых в разделах, но не повторяют их, а обобщают.
Основные требования к выводам:
- непротиворечивость и жесткая логическая взаимосвязь с основным текстом подраздела;
- отсутствие прямых повторений текста раздела;
- недопустимость выводов, не обоснованных основным текстом;
- выводы должны характеризовать рассматриваемый период или явление;
- в обязательном порядке выводы должны содержать общие прогнозные оценки протекания процессов на ближайшую перспективу;
- подводится общий итог исследований по указанной тематике;
- текст выводов должен быть краток.

Исходя из выводов, указывается перечень мероприятий, предложений или их варианты для предотвращения причин, следствий того или иного события, а также прогнозируются те события, действия, которые могут произойти, если не выполнить или не принимать во внимание данные выводы и предложения.

Вводные и заключительные части выделяются курсивом.

Объём итогового заключения не должен превышать одной страницы.

### Подпись
В конце аналитической записки, под выводами и предложениями должна быть отметка об исполнителе, включающая в себя ответственных исполнителей данного документа с указанием их должностей в организационной структуре, например: Вице-король Индии, подпись, маркиз, Д. Н.Керзон, а также дата подписи и номера служебных телефонов.

### Приложения
Приобщаются подробные различные таблицы, графики, условные обозначения, глоссарий, математические формулы и расчеты, а также иная второстепенная информация, дополняющая основную часть документа. Список использованных источников и литературы, составляется при необходимости и по требованию руководства.

## Рекомендации по написанию аналитической записки
Аналитическая записка должна быть тщательно выверена ответственным исполнителем и подписана им, а затем передана на проверку, согласование, коррекцию руководителю подразделения, который внимательно изучает данный документ, вносит изменения с согласия автора. После корректировки руководитель подразделения подготовленный документ передает руководителю оргструктуры на рассмотрение. В случае выявления каких-либо неточностей, ошибок и т. п. в документе исполнитель вносит изменения и передает его в двух экземплярах вместе с электронной версией через своего руководителя подразделения руководителю оргструктуры.